# 十二棘笛鲷
十二棘笛鲷（学名：Lutjanus dodecacanthoides）为笛鲷科笛鲷属的鱼类，俗名斜带笛鲷，赤笔仔。分布于太平洋西部菲律宾，印度尼西亚和台湾東港等。该物种的模式产地在安汶岛。

## 特徵
本魚體長橢圓形，背緣呈弧狀彎曲。兩眼間隔平坦。上下頜兩側具尖齒，外列齒較大；上頜前端具犬齒數顆；下頜前端則為排列疏鬆之圓錐狀齒；鋤骨齒帶三角形，其後方無突出部；腭骨亦具絨毛狀齒；舌面無齒。體被中大櫛鱗，背鰭前方之鱗片擴展至眼眶間，背鰭、臀鰭和尾鰭基部大部分亦被細鱗；側線上方的鱗片斜向後背緣排列，下方的鱗片則與體軸平行。前鰓蓋骨下角上方有深缺刻，體有金色線紋在側線上方斜走，中央一條較寬。背鰭有暗色邊，胸鰭基部色暗。背鰭軟硬鰭條部間無明顯深刻；臀鰭基底短而與背鰭軟條部相對；背鰭硬棘13枚，軟條13枚；臀鰭硬棘枚，軟條8枚；胸鰭長，末端達臀鰭起點；尾鰭叉形。體長可達30公分。

## 生態
棲息於較淺之珊瑚礁區，肉食性魚類，以小魚、蝦、蟹為食，所產浮游卵漂至大洋孵化後，約六週洄游至岸邊成為底棲性幼魚。

## 扩展阅读
維基物種上的相關：十二棘笛鲷